# Sing, Sing, Sing (With a Swing)
"Sing, Sing, Sing (With a Swing)"은 재즈의 스탠더드 넘버 중 하나이며 스윙 재즈의 대표곡 중 하나이다. 1936년 “King of the Swinger”라 불리는 미국의 가수 겸 트럼펫 연주자 루이스 프리마가 작곡하였다. 트롬본과 트럼펫의 어울려 연주되는 인트로, 색소폰과 트럼펫으로 연주되는 단조 부분도 이와 관계없이 춤추기게 적합한 화려한 멜로디, 꽤 긴 드럼의 솔로 연주가 인상적인 악곡이다. 스윙 재즈의 특징을 유감없이 보여 주고 있다. 1938년 베니 굿맨 악단이 케네디 홀에서 콘서트를 연 이후, 동악단의 대표곡으로 알려져고, 수많은 밴드에 의해 커버되었다. 또, 많은 영화에 삽입되어 대중에도 널리 알려진 곡이다.